# Šatili
Šatili (gruzinsko შატილი, Šat'ili IPA: [ʃɑtʼili]) je zgodovinska visokogorska vas v Gruziji, blizu meje s Čečenijo. Stoji na severnem pobočju Visokega Kavkaza, v zgodovinski gruzijski regiji Zgornji Kevsureti, ki je danes del novodobne regije (mhare) Mcheta-Mtianeti. Po popisu leta 2014 je imela vas 22 prebivalcev.

## Geografija
Vas leži v globoki soteski reke Arghuni na približno 1400 metrih nadmorske višine in pravzaprav  edinstven kompleks srednjeveških do zgodnjih modernih trdnjav in utrjenih bivališč iz kamna in malte, ki so delovale tako kot stanovanjski prostor in kot trdnjava, ki je varovala severovzhodna obrobja države. Trdnjavo sestavljajo terasaste strukture, v katerih prevladujejo stanovanja z ravno streho in približno 60 stolpov, ki se združujejo v eno samo verigo utrdb.

## Zgodovina in stanje danes
Šatili je bil nekoč del kraljestva Kaheti.
Prebivalstvo Šatilija, skupaj s prebivalstvom večine Kevsuretija, je bilo v začetku 1950-ih pod pritiskom sovjetskih oblasti preseljeno na ravnice. V 1960-ih je bila eksotična pokrajina prazne vasi uporabljena kot kulisa za niz gruzijskih filmov o preteklem življenju višavcev. 
V Šatili še vedno živi ducat družin, v zimskem času pa je po cesti nedostopna. Vas je priljubljena točka turistov in gorskih pohodnikov.